# Торресілья-де-ла-Абадеса
Торресілья-де-ла-Абадеса (ісп. Torrecilla de la Abadesa) — муніципалітет в Іспанії, у складі автономної спільноти Кастилія-і-Леон, у провінції Вальядолід. Населення — 314 осіб (2010).
Муніципалітет розташований на відстані близько 170 км на північний захід від Мадрида, 35 км на південний захід від Вальядоліда.

## Демографія
Динаміка населення (INE ):